# Natação nos Jogos Olímpicos de Verão da Juventude de 2014 - 100 m mariposa Rapazes
As provas de natação' dos' 100 m mariposa de Rapazes nos Jogos Olímpicos de Verão da Juventude de 2014 decorreram a 18 e 19 de Agosto de 2014 no natatório do Centro Olímpico de Desportos de Nanquim em Nanquim, China. O Ouro foi conquistado pelo chinês Li Zhuhao, Aleksandr Sadovnikov (Rússia) foi Prata e o australiano Nicholas Brown ganhou o Bronze.

## Medalhistas
| Ouro   | CHN Li Zhuhao            |
| Prata  | RUS Aleksandr Sadovnikov |
| Bronze | AUS Nicholas Brown       |

## Resultados da final
| Pos.              | Linha | Nadador                  | Tempo total | Diferença |
| ----------------- | ----- | ------------------------ | ----------- | --------- |
| Medalha de ouro   | 4     | CHN Li Zhuhao            | 52.94       |           |
| Medalha de prata  | 5     | RUS Aleksandr Sadovnikov | 52.97       | +0.03     |
| Medalha de bronze | 6     | AUS Nicholas Brown       | 53.18       | +0.24     |
| 4                 | 8     | RSA Joshua Willem Steyn  | 53.63       | +0.69     |
| 5                 | 2     | NED Mathys Goosen        | 53.64       | +0.70     |
| 6                 | 3     | SUI Nils Liessen         | 54.14       | +1.20     |
| 7                 | 7     | HUN Tamas Kenderesi      | 54.30       | +1.36     |
| 8                 | 1     | AUT Sascha Subarsky      | 54.44       | +1.50     |